# Conti di Caserta
I conti di Caserta si successero nel governo della contea omonima, che fu costituita come tale nella seconda metà del IX secolo.

## Cronologia dei conti di Caserta
- (879-882) Pandenolfo di Capua, 1º conte di Caserta;
- (882-887) Landone III il Pigro, figlio di Landonolfo Gastaldo di Teano, 2º conte di Caserta;
- (887-910) Atenolfo I di Capua, fratello di Landone III, principe di Benevento e Capua, 3º conte di Caserta;
- (910-943) Landolfo I di Benevento, figlio di Atenolfo, 4º conte di Caserta;
- (943-961) Landolfo II il Rufo, figlio di Landolfo I, 5º conte di Caserta;
- (1183) Roberto di Lauro Sanseverino, conte di Caserta;
- (1183-1199) Guglielmo di Lauro, conte di Caserta;
- (1202-1216) Roberto II di Lauro, conte di Caserta;
- (1216-1223) Tommaso Sanseverino, detto "il Vecchio", conte di Caserta, arrestato nel 1233 e liberato l'anno seguente e costretto ad abbandonare il Regno di Sicilia;
- (12??-1266) Riccardo Sanseverino, figlio di Tommaso il Vecchio e Soffredina Gentile, alla morte del padre gli successe nel governo della contea, ottenendo un territorio che si estendeva dalla Terra di Lavoro alla Capitanata;
- (1266-1268) Corrado, conte di Caserta, confiscato di ogni bene perché partigiano di Corradino di Svevia.
- (1268-1269) Guglielmo de Beaumont, conte di Caserta.

### Il titolo di Conte di Caserta del Regno di Napoli
- (1295-1298) Goffredo Gaetani, conte di Caserta;
- (1298-1305) Pietro Gaetani, conte di Caserta;
- (1305-1310) Bartolomeo Siginulfo, conte di Caserta;
- (1310-1328) Diego della Ratta, conte di Caserta, la cui famiglia tenne il feudo fino al 1509, quando passò per eredità agli Acquaviva;
- (1328-1359) Francesco I della Ratta, conte di Caserta;
- (1359-1382) Luigi Antonio della Ratta, conte di Caserta;
- (1382-1399) Francesco II della Ratta, conte di Caserta;
- (1399-1443) Baldassarre della Ratta, conte di Caserta.

### Il titolo di Conte di Caserta del Regno delle Due Sicilie
- (1443-1461) Giovanni della Ratta, conte di Caserta.

### Il titolo di Conte di Caserta del Regno di Napoli
- (1461-1479) Francesco III della Ratta, conte di Caserta;
- (1479-1509) Caterina della Ratta, contessa di Caserta;
- (1458-1529) Andrea Matteo III Acquaviva, figlio di Giulio Antonio I, sposò nel 1509 Caterina della Ratta. Da questa data a Caserta gli Acquaviva succedono ai Della Ratta, che l'avevano tenuta dal 1310. Andrea Matteo succedeva, nel matrimonio, a Cesare d'Aragona, figlio naturale del re di Napoli, morto in esilio nel 1504. Egli era un uomo colto e raffinato, uomo d'armi e di lettere e seppe abilmente guadagnarsi la contea facendo sposare suo nipote, Giulio Antonio II, con la pronipote della contessa di Caserta, Anna Gambacorta. Il ricco periodo è visibile nei resti del castello di Casertavecchia, che venne rinforzato ed arricchito con una nuova cinta muraria e diverse torri;
- (?-1577) Baldassare Acquaviva, secondogenito Giulio Antonio II ed Anna Gambacorta, fu un condottiero al servizio di Carlo V e Filippo II. In questo periodo la città entrava in crisi sia spirituale, con la forte presenza di focolai riformisti vicino al luteranesimo, sia perché la vecchia città perdeva importanza a vantaggio di quella presente ai piedi dei Monti Tifatini, che era chiamata la Torre, oggi diventato nucleo della città di Caserta;
- (1549-1594) Giulio Antonio III Acquaviva, figlio di Baldassarre, conte e poi principe di Caserta;
- (1594-1634) Andrea Matteo IV Acquaviva, principe di Caserta. Sotto il suo principato vennero costruite ed ampliate a Caserta diverse opere che formarono il nucleo di costruzioni borboniche nei secoli successivi, come il Palazzo al Boschetto, ricco di affreschi di Belisario Corenzio, il Palazzo del Belvedere, sul cui nucleo nacque poi la Regia Colonia di San Leucio ed il Palazzo Acquaviva, l'attuale prefettura, che venne ampliato ed arricchito con un bel giardino, sulla cui struttura venne costruito poi il parco della Reggia di Caserta. Inoltre egli va ricordato per la sua forte politica tesa a sostegno della Chiesa per cui incentivò a Caserta la presenza di diversi ordini monastici, contribuendo alla costruzione dei conventi con ampie elargizioni, come per i Padri Minimi per la Chiesa di San Francesco di Paola. Egli lasciò come unica erede la figlia Anna Acquaviva, che aveva sposato Francesco Gaetani di Sermoneta, la cui famiglia governò la contea di Caserta fino al momento della costruzione della Reggia;

### Il titolo di conte di Caserta del Regno delle Due Sicilie
Durante i Borbone delle Due Sicilie il titolo di conte di Caserta è il secondo titolo per importanza, dopo quello di duca di Calabria, ostentato da tutti i pretendenti al trono duo-siciliano. Ecco l'elenco dei detentori del titolo attribuito alla stirpe borbonica:
- (1841-1934) altezza reale il principe Alfonso di Borbone-Due Sicilie, già conte di Caserta, dal 27 dicembre 1894 divenne duca di Calabria e pretendente al trono delle Due Sicilie e capo della casa di Borbone-Due Sicilie;
- (1869-1960) altezza reale il principe Ferdinando Pio di Borbone-Due Sicilie;
- (1901-1964) altezza reale il principe Alfonso Maria di Borbone-Due Sicilie;
- (1938-2015) altezza reale il principe Carlo Maria di Borbone-Due Sicilie;
- (2015-oggi) altezza reale il principe Pietro di Borbone-Due Sicilie.